# NGC 7727
NGC 7727 é uma galáxia espiral barrada (SBa/P) localizada na direcção da constelação de Aquarius. Possui uma declinação de -12° 17' 34" e uma ascensão recta de 23 horas, 39 minutos e 53,7 segundos.
A galáxia NGC 7727 foi descoberta em 27 de Novembro de 1785 por William Herschel.